# Tiếng Miranda

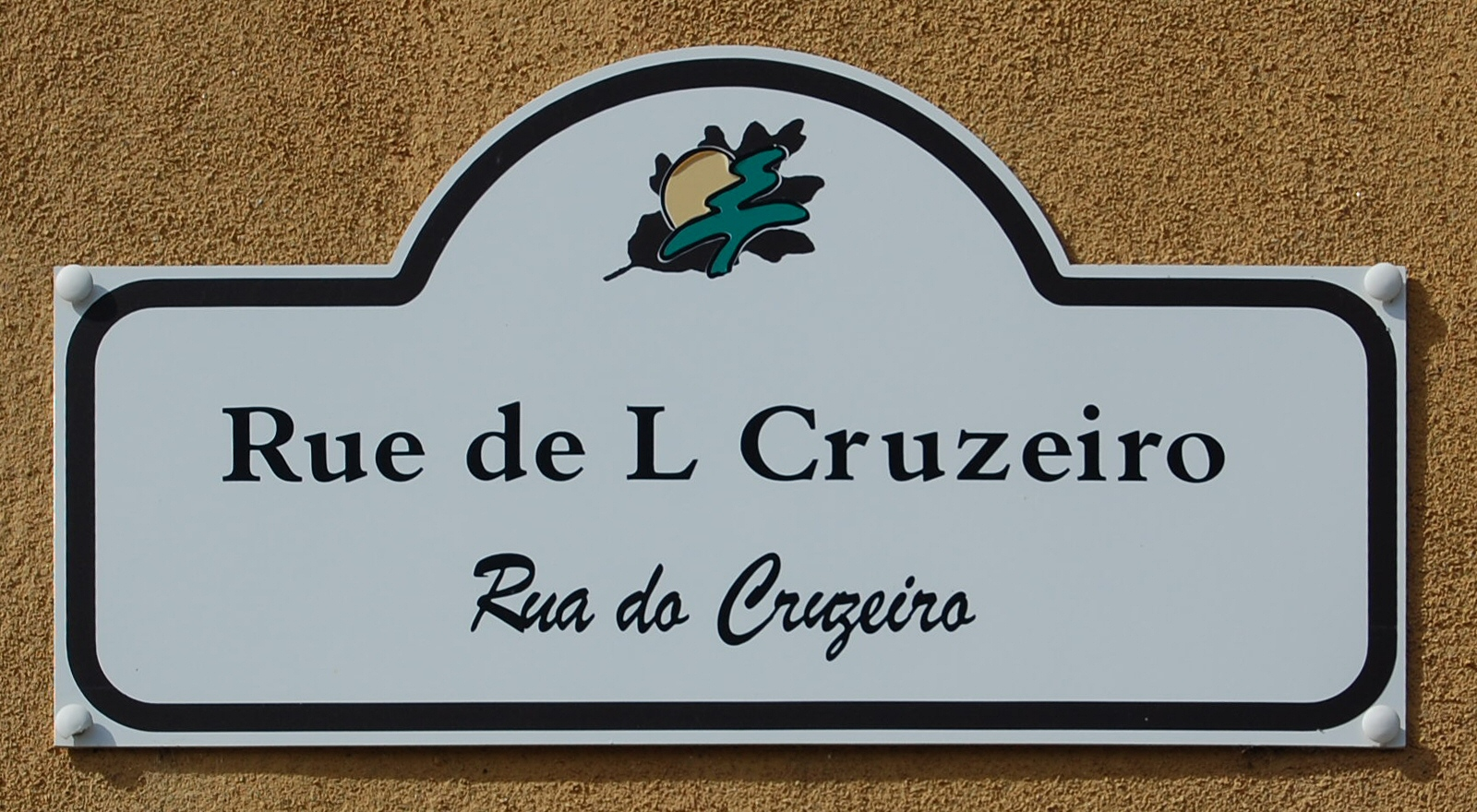
Biển báo ở làng Genísio, với tên phố song ngữ tiếng Miranda và tiếng Bồ Đào Nha

Tiếng Miranda (mirandés hay lhéngua mirandesa; tiếng Bồ Đào Nha: mirandês hay língua mirandesa) là một ngôn ngữ Asturias-León được nói rải rác tại một khu vực nhỏ miền đông bắc Bồ Đào Nha, tại các município Miranda do Douro, Mogadouro và Vimioso. Hội đồng Cộng hòa đưa nó trở thành ngôn ngữ đồng chính thức tại khu vực vào ngày 17 tháng 9 năm 1998.
Tiếng Miranda có hệ thống ngữ âm, hình thái và cú pháp riêng. Nó bắt nguồn từ thứ tiếng Latinh bình dân địa phương tại miền bắc Iberia.
Tiếng Miranda là hậu duệ của dạng tiếng Asturias-León từng được nói tại vương quốc León, với những đặc điểm riêng tách nó khỏi tiếng Asturias và tiếng León.

## Hiện trạng
Vào thế kỷ 19, José Leite de Vasconcelos từng mô tả rằng đây là "ngôn ngữ của đồng áng, của quần lao, của gia đình, và của tình yêu đối với người Miranda". Từ 1986–1987, nó đã được giảng dạy cho học sinh 10 -11 tuổi.
Ngày nay, tiếng Miranda duy trì khoảng 5.000 người bản ngữ (nhưng số người nói có thể đến 15.000 nếu tính cả người nói như ngôn ngữ thứ hai) ở các ngôi làng thuộc Miranda do Douro và các làng lân cận (như Vilar Seco và Angueira; tại Caçarelhos, nó đã biến mất gần đây) của Vimioso. Các nhà ngôn ngữ cũng nhận ra ảnh hưởng của nó lên tiếng nói các làng khác thuộc Vimioso, cũng như Mogadouro, Macedo de Cavaleiros và Bragança.

## Đặc điểm

### Ngữ âm
- Tiếng Miranda lưu giữ đúng bảy âm xuýt trong ngôn ngữ Iberia-Rôman thời Trung Cổ:

| Iberia-Rôman | Miranda          | Bồ Đào Nha châu Âu | Tây Ban Nha Castilla |
| ------------ | ---------------- | ------------------ | -------------------- |
| /t͡ʃ/         | /t͡ʃ/ ⟨ch⟩        | /ʃ/ ⟨ch⟩           | /t͡ʃ/ ⟨ch⟩            |
| /ʃ/          | /ʃ/ ⟨x⟩          | /ʃ/ ⟨x⟩            | /x/ ⟨j⟩              |
| /ʒ/          | /ʒ/ ⟨g⟩ / ⟨j⟩    | /ʒ/ ⟨g⟩ / ⟨j⟩      | /x/ ⟨g⟩ / ⟨j⟩        |
| /t͡s/ > /s̻/   | /s̻/ ⟨c⟩ / ⟨ç⟩    | /s̻/ ⟨c⟩ / ⟨ç⟩      | /θ/ ⟨c⟩ / ⟨z⟩        |
| /d͡z/ > /z̻/   | /z̻/ ⟨z⟩          | /z̻/ ⟨z⟩            | /θ/ ⟨c⟩ / ⟨z⟩        |
| /s̺/          | /s̺/ ⟨s⟩ / ⟨-ss-⟩ | /s̻/ ⟨s⟩ / ⟨-ss-⟩   | /s̺/ ⟨s⟩              |
| /z̺/          | /z̺/ ⟨s⟩          | /z̻/ ⟨s⟩            | /s̺/ ⟨s⟩              |
/s̺/ và /z̺/ là các âm xuýt đầu lưỡi-chân răng (giống với trong tiếng Catalunya, tiếng Tây Ban Nha Castilla miền trung/bắc, và tiếng Bồ Đào Nha châu Âu miền bắc), còn /s̻/ và /z̻/ là âm xuýt mặt lưỡi-chân răng được răng hóa (như trong đa phần phương ngữ Bồ Đào Nha, tiếng Pháp, và tiếng Anh). Tiếng Basque (một ngôn ngữ tách biệt) cũng phân biệt giữa /s̺/ và /s̻/ (tiếng Basque không có âm xuýt hữu thanh), cho thấy đây là một đặc điểm khu vực tại miền bắc Iberia.
- Sự duy trì phụ âm đầu /f/ từ tiếng Latinh, như hầu hết ngôn ngữ Rôman Iberia (trừ tiếng Tây Ban Nha, mà /f/ > /h/ > ∅).
- Các cụm phụ âm đầu /pl/, /kl/, /fl/ tiếng Latinh đều phát triển thành /ʃ/.
- -ly- và -cl- trong tiếng Rôman nguyên thủy biến thành /ʎ/.
- Cụm /-mb-/ được giữ lại.
- -mn- biến thành /m/: lūm'nem > lume.
- Các nguyên âm đôi /ei/, /ou/ được giữ lại.
- Âm cuối -o biến thành /u/.
- Âm xuýt hữu thanh được lưu giữ.
- /ɛ/, /ɔ/ nguyên âm đôi hóa thành /jɛ/, /wo/ (như trong tiếng Ý).
- /l/ được làm hóa khi ở đầu từ (như trong tiếng Catalunya và các ngôn ngữ Asturias-León khác).

### Hình thái
- Đuôi quá khứ hoàn thành -ra.
- Đuôi lối cầu khiến thì tương lai -r(e).

## Văn bản
Bên dưới là một đoạn văn bản tiếng Miranda, viết bởi Amadeu Ferreira, nằm trên báo Público, số ngày 24 tháng 7 năm 2007.
| Tiếng Miranda | Tiếng Bồ Đào Nha | Tiếng Việt |
| --- | --- | --- |
| Muitas lhénguas ténen proua de ls sous pergaminos antigos, de la lhiteratura screbida hai cientos d'anhos i de scritores hai muito afamados, hoije bandeiras dessas lhénguas. Mas outras hai que nun puoden tener proua de nada desso, cumo ye l causo de la lhéngua mirandesa. | Muitas línguas têm orgulho dos seus pergaminhos antigos, da literatura escrita há centenas de anos e de escritores muito famosos, hoje bandeiras dessas línguas. Mas há outras que não podem ter orgulho de nada disso, como é o caso da língua mirandesa. | Nhiều ngôn ngữ tự hào về những cuộn giấy cổ xưa của chúng, về nền văn học viết từ hàng trăm năm trước và những cây viết danh tiếng, ngày nay treo cờ những ngôn ngữ ấy. Nhưng số khác không thể tự hào về những điều đó, như trường hợp tiếng Miranda. |

Có thể so sánh đoạn văn trên với đoạn bằng tiếng Asturias và León:
| Tiếng Miranda | Tiếng León | Tiếng Asturias |
| --- | --- | --- |
| Muitas lhénguas ténen proua de ls sous pergaminos antigos, de la lhiteratura screbida hai cientos d'anhos i de scritores hai muito afamados, hoije bandeiras dessas lhénguas. Mas outras hai que nun puoden tener proua de nada desso, cumo ye l causo de la lhéngua mirandesa. | Muitas llinguas tien arguyu de los sous pergaminos antiguos, de la lliteratura escrita van cientos d'annos y d'escritores bien famosos; guei bandeiras d'eisas llinguas. Peru hai outras que nun pueden tener arguyu de nada d'eisu, cumu ye'l casu de la llingua mirandesa. | Munches llingües tienen arguyu de los sos pergaminos antiguos, de la lliteratura escrita hai cientos d'años y d'escritores enforma famosos, güei banderes d'eses llingües. Pero hai otres que nun pueden tener arguyu de nada d'eso, como ye'l casu de la llingua mirandesa. |

## Sự quan tâm

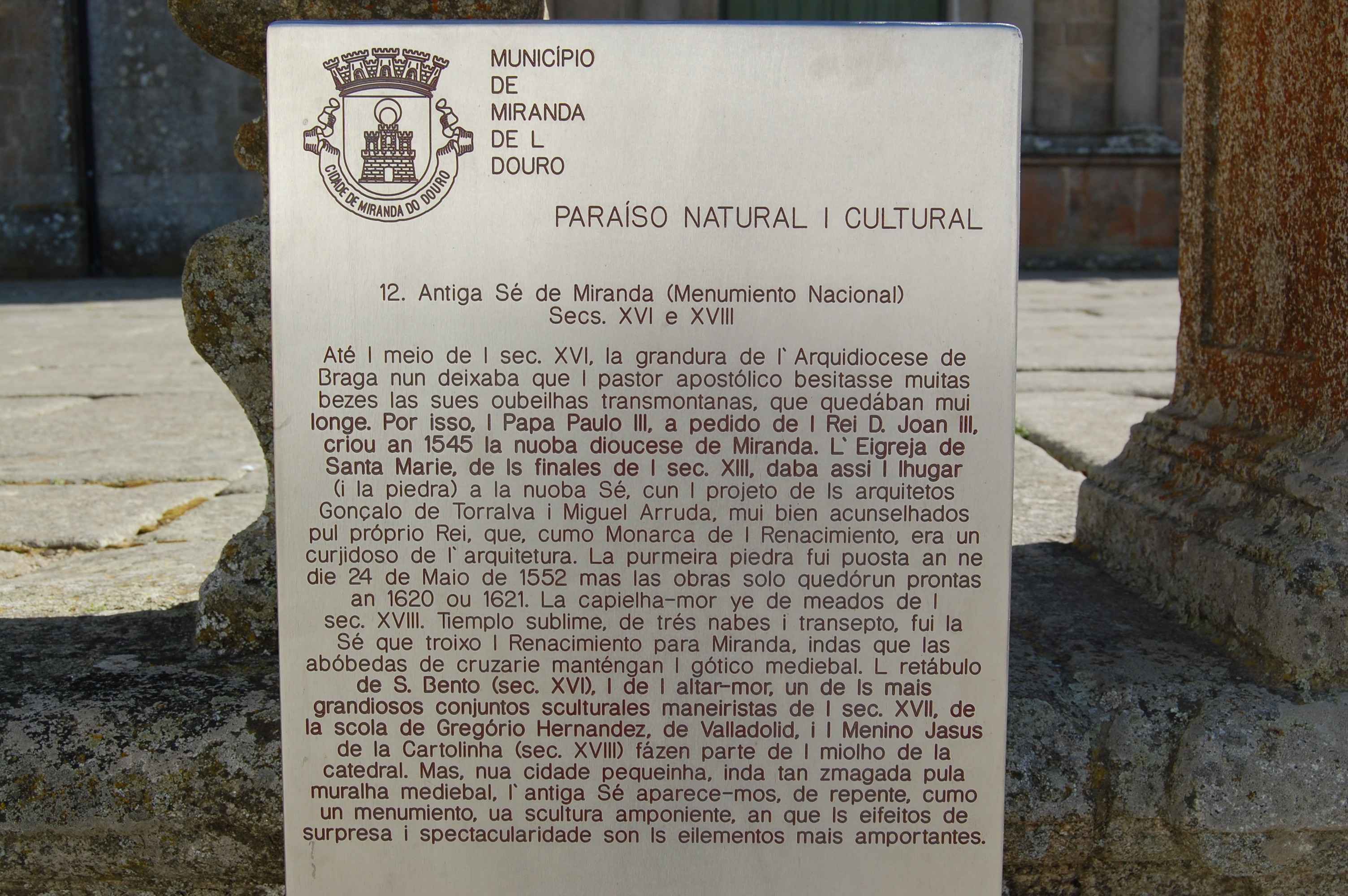
Lịch sự Nhà thờ lớn Miranda do Douro, viết bằng tiếng Miranda.

Tiếng Miranda, với địa vị là ngôn ngữ chính thức thứ hai sau tiếng Bồ Đào Nha, đã nhận được một số sự quan tâm từ phần còn lại của Bồ Đào Nha. Một mục báo hàng tháng viết bằng tiếng Miranda, thực hiện bởi nhà nghiên cứu Amadeu Ferreira, xuất hiện trên nhật báo quốc gia Público. Tập đầu tiên của Những cuộc phiêu lưu của Asterix, tên Asterix, L Goulés (Asterix người Gaul), đã được dịch sang tiếng Miranda bởi Amadeu Ferreira năm 2005, và xuất bản khắp Bồ Đào Nha. Amadeu Ferreira cũng dịch sử thi Os Lusíadas (Ls Lusíadas) nổi tiếng của Camões sang tiếng Miranda dưới bút danh Francisco Niebro và phát hành nó năm 2009. Năm 2011, bốn Sách Phúc Âm trong Tân Ước của Kinh Thánh được dịch, và năm 2013, Domingos Augusto Ferreira đã dịch toàn bộ kinh thánh sang tiếng Miranda.